# Râul Fișer
Râul Fișer este un afluent al râului Valea Mare. 

## Hărți
- Harta Județului Brașov